# ائتلاف نیروهای ملی
ائتلاف نیروهای ملی یک ائتلاف سیاسی در لیبی است. ائتلاف در فوریه ۲۰۱۲ شکل گرفت. این ائتلاف لیبرال و سکولار است که توانست در نخستین انتخابات دمکراتیک در لیبی (انتخابات مجمع ملی لیبی (۲۰۱۲)) به پیروزی دست یابد.